# Asbest
Asbest (en russe : Асбест) est une ville minière de l'oblast de Sverdlovsk, en Russie. Elle comptait 66 108 habitants en 2015.

## Géographie
Asbest est située sur le versant oriental de l'Oural. Elle est arrosée par la rivière Bolchoï Reft, un affluent de la rive droite de la Pychma, et se trouve à 86 km au nord-est de Iekaterinbourg.

## Histoire
D'abord simple camp de mineurs après la découverte d'un gisement d'amiante chrysotile en 1885, le bourg fut créé en 1889 sous le nom de Koudelka (Куделька). Il accéda au statut de commune urbaine en 1928 puis au statut de ville en 1933. Aujourd'hui, Asbest est un centre industriel. Son nom vient de l'exploitation de l'amiante (asbest en russe).

## Population
Recensements (*) ou estimations de la population
| 1926* | 1939*  | 1959*  | 1970*  | 1979*  | 1989*  |
| ----- | ------ | ------ | ------ | ------ | ------ |
| 7 409 | 28 906 | 60 053 | 75 508 | 78 673 | 84 470 |

| 2002*  | 2010*  | 2012   | 2013   | 2014   | 2015   |
| ------ | ------ | ------ | ------ | ------ | ------ |
| 76 328 | 68 893 | 68 104 | 67 414 | 66 855 | 66 108 |

## Économie
Ouralasbest est la principale entreprise. L'amiante, les briques, le béton renforcé, la porcelaine et les meubles sont les principales productions.

## Culture et sport
La ville possède le stade Ouralasbest, de 10 000 places. Les institutions d'enseignement comprennent des écoles de musique et des beaux-arts, des établissements d'enseignement professionnel et technique. Il y a aussi un musée de géologie et un musée ethnographique.